# Bouanzé
Bouanzé è uno dei sette comuni del dipartimento di Ould Yengé, situato nella regione di Guidimagha in Mauritania. Contava 11 047 abitanti nel censimento della popolazione del 2013.